# Benji Marshall
Benjamin Quentin „Benji“ Marshall (* 25. Februar 1985 in Whakatāne, Neuseeland) ist ein neuseeländischer Rugby-League-Spieler. Er spielt zurzeit seine elfte Saison für die Wests Tigers in der National Rugby League. Er ist bekannt für seinen extravaganten Angriff, einschließlich Ausfallschritte, No-Look-Pässe und „Flick-Pässe“. Im Jahr 2010 gewann Marshall den Golden Boot Award für den weltbesten Spieler.

## Jugend
Benji wurde am 25. Februar 1985 in Whakatāne, einer Stadt im Osten der Bay of Plenty auf der Nordinsel von Neuseeland geboren. Er war das erste Kind der erst 16-jährigen Lydia Marshall. Seinen leiblichen Vater lernte er nie kennen und wurde von seiner Mutter, den Geschwistern seiner Mutter und den Zieheltern Annalie and Michael Doherty aufgezogen. Mit 16 Jahren bekam er ein Stipendium an der Keebra Park State High School an der Gold Coast in Australien, um dort Rugby League zu spielen.

## Karriere
2003 gab Marshall in der 20. Runde sein NRL-Debüt für die Wests Tigers. In der 24. Runde erzielte Marshall seinen ersten NRL-Versuch gegen die Penrith Panthers. Im Jahr 2004 kam er nur zu sieben Einsätzen, bei denen er zwei Versuche erzielen konnte. 2005 gewann er mit den Tigers die NRL PremierShip.
| Personendaten    | Personendaten                         |
| ---------------- | ------------------------------------- |
| NAME             | Marshall, Benji                       |
| ALTERNATIVNAMEN  | Marshall, Benjamin Quentin            |
| KURZBESCHREIBUNG | neuseeländischer Rugby-League-Spieler |
| GEBURTSDATUM     | 25. Februar 1985                      |
| GEBURTSORT       | Whakatāne, Neuseeland                 |